# Хамадријаде
Хамадријаде (грч. Ἁμαδρυάδες) су у грчкој митологији биле нимфе дријаде, чија је судбина везана за дрвеће у коме и станују.

## Митологија
Биле су пре свега нимфе храста и тополе. Обично су повезиване са дрвећем крај река и светим гајевима. С обзиром да су биле заштитнице дрвећа у коме су живеле, биле су веома сурове према свакоме ко би га уништавао. То је било зато што ако би њихово дрво било повређено и Хамадријаде би биле повређене и ако би храст био посечен и Хамадријада би умрла. Са друге стране, биле су благонаклоне према онима који су штитили њихово дрвеће. Сматрале су се дуговечним, чак дуговечнијим од птице феникса. Све потичу од Хамадријаде по којој су и добиле назив, а отац им је Оксил, Орејев син. Звале су се:
- Карија (орах)
- Баланос (храст)
- Кранија (дрен)
- Мореја (дуд)
- Егира (топола)
- Птелеја (брест)
- Ампела (грожђе)
- Сика (смоква)

Према неким изворима, њихова имена су била Феба и Атлантија и оне су биле супруге краља Данаја и мајке Данаида. Од једне Хамадријаде је почела прича о походу на „златно руно“. Она је казнила сина човека који је посекао њен храст и украо златно руно посвећено богу Зевсу.